# Zelatractodes garleppi
Zelatractodes garleppi är en tvåvingeart som beskrevs av Günther Enderlein 1922. Zelatractodes garleppi ingår i släktet Zelatractodes och familjen skridflugor. Inga underarter finns listade i Catalogue of Life.